# Ricarda de Sualafeldgau
Ricarda de Sualafeldgau (c. 945 ou 960 – 8 de julho de 994) foi a primeira marquesa consorte da Áustria como esposa de Leopoldo I.

## Família
Não se sabe ao certo quem eram os pais de Ricarda. Ela era, possivelmente, filha de Ernesto IV, conde de Sualafeldgau, um distrito ao redor do Condado de Lechsgemünd-Graisbach, na Baviera, e de sua esposa, Pilfrida, filha de Ratoldo, vogt de Freising. Outra possibilidade é que ela fosse filha de Erenfrido II, da Dinastia Ezzonida, e de Ricarda de Zülpich.
Ela, provavelmente, era parente de Adalbero de Eppenstein, duque da Caríntia.

## Biografia
Ricarda e Leopoldo se casaram em data desconhecida. Ele era filho de Arnulfo, Duque da Baviera. O casal teve nove filhos.
Leopoldo foi criado marquês da Áustria pelo imperador Otão II do Sacro Império Romano-Germânico, no dia 21 de julho de 976, após a deposição de Burcardo, que era marquês das Marcas Orientais. 
A marquesa faleceu em 8 de julho de 994, e seu marido morreu logo depois, em 10 de julho. Ambos foram enterrados na Abadia de Melk, na Baixa Áustria.

## Descendência
- Judite, cuja identidade não é confirmada;
- Henrique I, Marquês da Áustria (970/73 - 23 ou 24 de junho de 1018), sucessor do pai. Não foi casado e nem teve filhos;
- Ernesto I, Duque da Suábia (985/90 - 31 de março de 1015), sucessor de Otão I da Suábia e Baviera. Foi o segundo marido de Gisela da Suábia, com quem teve dois filhos. Após a morte de Ernesto, Gisela tornou-se imperatriz ao se casar com Conrado II;
- Poppo (c. 986 - 14 de fevereiro ou 16 de abril de 1047), foi arcebispo de Tréveris de 1015 até sua morte;
- Leopoldo;
- Cunegundes;
- Adalberto I, Marquês da Áustria (990/94 - 26 de maio de 1055), sucessor de Henrique. Foi casado primeiro com Grismolda da Saxônia, e depois com Frozza Orseolo. Teve dois filhos do primeiro casamento;
- Cristina, freira em Tréveris;
- Ema, esposa de Rapoto III, conde de Diessen.